# Baldassare Peruzzi

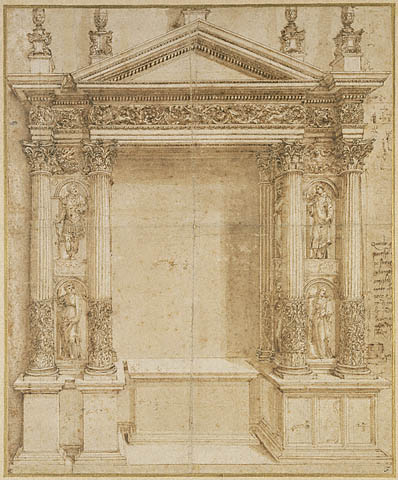
Baldassare Peruzzi, Ontwerp voor een altaar, 1527. Pen en bruine wassing op papier, 45,5 x 35,8 cm, J. Paul Getty Museum, Los Angeles

Baldassare Peruzzi (Ancaiano (bij Siena), 7 maart 1481 - Rome, 6 januari 1536) was een Italiaans architect, kunstschilder en decorateur die vooral in Rome actief was tijdens de Italiaanse renaissance.
Peruzzi groeide op in Siena en leerde daar het vak van schilder en architect respectievelijk van Pinturicchio en Francesco di Giorgio Martini. Hij maakte gedurende deze periode een groot aantal studies van antieke gebouwen en beschilderde façades in dezelfde klassieke stijl. Deze façades waren zo levensecht beschilderd dat de illusie werd gewekt dat ze uit marmer waren gehouwen.
In 1502 vertrok hij naar Rome om daar naast het ontwerpen en decoreren van gebouwen ook architectonische decorstukken te ontwerpen. Hij stond hier onder bescherming van de bankier Agostino Chigi die meerdere kunstenaars onder zijn hoede had. Voor deze opdrachtgever ontwierp hij als architect de villa in Trastevere die later de naam Villa Farnesina kreeg, en decoreerde hij als schilder de Sala delle Prospettive in die villa. In 1515 maakte hij een uitstap van vijf jaar naar Bologna om daar enkele gebouwen te ontwerpen en de nieuwe façade van de kathedraal te tekenen. In 1520, na de dood van Rafael, keerde hij terug naar Rome om de taak van hoofdontwerper van de Sint Pieter over te nemen. Hij deed er ervaring op met de werken van Rafael, Bramante en Sangallo. Onder andere de plafondschilderingen van de Stanza d'Eliodoro in het Vaticaan worden aan Peruzzi toegeschreven.
In de laatste jaren van zijn leven verliet hij Rome nogmaals vijf jaar om in Siena voor de lokale overheid villa's, fortificaties en dammen te ontwerpen. Van 1532 tot zijn dood in 1536 werkte hij weer in Rome aan het Palazzo Massimo alle Colonne, dat een vroeg-maniëristische stijl had.
- Biblioteca Nacional de España: XX1150512
- Bibliothèque nationale de France: cb14957480k (data)
- Catàleg d'autoritats de noms i títols de Catalunya: 981058516920206706
- Digitale Bibliotheek voor de Nederlandse Letteren: peru002
- Gemeinsame Normdatei: 118740091
- International Standard Name Identifier: 0000 0000 8118 944X
- KulturNav: e603cbd3-36d4-4a3d-837f-a05d49fac439
- Library of Congress Control Number: n83032025
- Nationale Bibliotheek van Tsjechië: jcu2010571377
- Nationale bibliotheek van Australië: 35172318
- Nationale Bibliotheek van Israël: 987007605653105171
- Nationale Bibliotheek van Polen: a0000002749968
- Nederlandse Thesaurus van Auteursnamen: 069842183
- RKD-Nederlands Instituut voor Kunstgeschiedenis: 62826
- Istituto Centrale per il Catalogo Unico: VEAV005411
- SNAC: w6930sx8
- Système universitaire de documentation: 028929055
- Trove: 851287
- Union List of Artist Names: 500030776
- Virtual International Authority File: 39646794
- WorldCat: E39PBJwp3dgGKRgdrR9Hct69Xd